# 膽固醇酯

胆固醇油酸酯，一种胆固醇酯

膽固醇酯（英文：Cholesterol ester）是膽固醇的酯化產物，是膽固醇的儲存形式和運輸形式。在肝臟內膽固醇和膽固醇酯各佔50%，在中樞神經系統、紅細胞和膽汁中基本只含有膽固醇，在血漿中膽固醇酯佔總膽固醇的65%。
膽固醇酯能被膽固醇酯轉移蛋白（一種疏水性血漿糖蛋白）從高密度脂蛋白轉運至低密度脂蛋白和極低密度脂蛋白。